# Monte-Baldo-Gebirgsschrecke
Die Monte-Baldo-Gebirgsschrecke (Pseudoprumna baldensis) ist eine Heuschreckenart aus der Familie der Feldheuschrecken (Acrididae).

## Merkmale
Die Monte-Baldo-Gebirgsschrecke ist eine untersetzt gebaute Gebirgsschrecke. Sie ist hellgrün gefärbt. Eine dunkle Längsbinde verläuft vom Auge über das Tympanum bis zum Ende des Abdomens. Die Binde ist häufig auch nur in einzelne Flecke aufgelöst. Beine und Hörorgan sind hauptsächlich trüb rötlich grau. Männchen erreichen eine Körperlänge von 14 bis 17 Millimeter, Weibchen von 19 bis 22 Millimeter. Flügel sind nicht vorhanden. Das Hörorgan ist gut ausgebildet. 

## Vorkommen und Lebensweise
Die Art ist in den italienischen Alpen endemisch. Sie ist bislang nur vom Osthang des Monte Baldo in Höhenlagen von 1650 bis 1800 Meter sowie von drei Bergstöcken westlich des Gardasees bekannt. Letztere Vorkommen wurden erst 1992 von Adolf Nadig entdeckt. Ihr Lebensraum ist die Almwiesenregion, wo sie auf Zwergsträuchern und in Gras oftmals in hoher Dichte zu finden ist. Adulte Tiere sind im August und September anzutreffen.

## Belege
- Heiko Bellmann: Der Kosmos Heuschreckenführer, die Arten Mitteleuropas sicher bestimmen, Franckh-Kosmos Verlags-GmbH & Co KG, Stuttgart 2006, ISBN 3-440-10447-8.